# Peter Westmacott
Pour les articles homonymes, voir Westmacott.
Sir Peter John Westmacott, né le 23 décembre 1950 à Edington, Somerset, Angleterre, est un diplomate britannique, ambassadeur du Royaume-Uni en France de mars 2007 à février 2012.

## Biographie
Peter Westmacott est le fils du révérend Ian Westmacott et de Rosemary (née Spencer).
Il commence sa carrière diplomatique à l'âge de 22 ans après des études d’histoire et de français au New College d’Oxford. Après avoir été nommé à la direction du Moyen-Orient du Foreign Office, il obtient en 1974 un premier poste en ambassade à Téhéran en tant que Troisième secrétaire, fonction qu'il occupe jusqu'en 1978, date à laquelle il est appelé à rejoindre la Commission européenne en tant qu’expert national détaché chargé des questions méditerranéennes.
En 1980, Peter Westmacott entre en fonction à l’ambassade du Royaume-Uni à Paris en tant que Premier secrétaire chargé des affaires économiques avant d'être affecté durant quelques mois en 1984 à la Direction Européenne du Foreign Office à Londres. La même année, il accède au poste de directeur du cabinet du ministre délégué aux Affaires étrangères, occupant ce poste jusqu'en 1987, date à laquelle il rejoint l’ambassade du Royaume-Uni à Ankara en tant que chef de la Chancellerie.
Rentré au Royaume-Uni en 1990, il occupe le poste de Directeur de Cabinet adjoint auprès du Prince de Galles, chargé notamment de la gestion de toutes les visites à l’étranger du Prince Charles et de la Princesse Diana.
En 1993, il devient Conseiller à l’ambassade du Royaume-Uni à Washington avant d'occuper le poste de Directeur des Amériques au Foreign Office en 1997.
De 2002 à 2006, il est ambassadeur du Royaume-Uni en Turquie avant d'être nommé ambassadeur du Royaume-Uni en France de 2007 à 2012. De 2012 à 2016, il est ambassadeur du Royaume-Uni aux États-Unis d’Amérique.

## Distinctions
- 2003 : Ordre de Saint-Michel et Saint-Georges (KCMG)
- 1993 : Ordre royal de Victoria (LVO)